# Фрэнк Касл (киновселенная Marvel)
Фрэнсис Дэвид «Фрэнк» Касл-старший (англ. Francis David «Frank» Castle Sr.) — персонаж, появившийся в нескольких телесериалах Кинематографической вселенной Marvel (КВМ), основанный на одноимённом персонаже Marvel Comics. Его роль исполняет Джон Бернтал. Он является антигероем-линчевателем по прозвищу Каратель (англ. The Punisher), который намерен очистить улицы любыми необходимыми средствами, независимо от того, насколько смертоносными будут результаты. Был создан для второго сезона «Сорвиголовы» (2016). Затем Бернтал повторил роль Касла в сериалах «Каратель» (2017—2019) и в «Сорвиголова: Рождённый заново» (с 2025). Он вернётся в сольном спецвыпуске о персонаже и в фильме «Человек-паук: Совершенно новый день».

## Кинематографическая вселенная Marvel

### Телесериалы
Во втором сезоне «Сорвиголовы» Мэтт Мёрдок / Сорвиголова впервые сталкивается с Фрэнком Каслом, когда он нападает на несколько банд в Адской кухне; за убийство этих банд его называют «Карателем» в средствах массовой информации. После ареста Фрэнка Карен Пейдж расследует его прошлое, чтобы найти мотивы убийств: его семья была застрелена на карусели в начале года членами банды. После того, как Сорвиголова помогает Фрэнку инсценировать свою смерть, он возвращается в финале сезона, чтобы помочь Сорвиголове, убивая ниндзя из Руки, пытающихся убить его.
В первом сезоне «Карателя» Фрэнк перестал быть Карателем, став работать строителем под именем «Пит Кастильоне». После раскрытия более масштабного заговора, выходящего за рамки того, что было сделано с ним и его семьёй, связанного с опытом Фрэнка в военное время в связанной с ЦРУ «Команде Цербера», Фрэнк вступает в союз с Дэвидом «Микро» Либерманом, чтобы найти истину.
Во втором сезоне «Карателя» Фрэнк Касл оказывается втянутым в тайну, связанную с покушением на убийство Эми Бендикс, где она становится мишенью Джона Пилгрима по приказу Андерсона и Элизы Шварц. В то же время бывший лучший друг Фрэнка Билли Руссо медленно превращается в психопата Джигсо.

### Кино
В феврале 2020 года Адам Саймон заявил, что ранее он преподносил Marvel Studios идею для фильма Кинематографической вселенной Marvel про Карателя, действие которого происходит после событий телесериала Netflix, где главные роли исполнили бы Джон Бернтал и Сэмюэл Л. Джексон, и он описал фильм как «„С меня хватит!“ в духе „Цельнометаллической оболочки“»:

«Вы должны позволить этой штуке жить на территории с рейтингом R, и у неё должна быть такая же выдержка и непримиримая смелость, как у „Логана“. На мой взгляд, мы находим Фрэнка Касла таким, каким мы оставили его в конце сериала, только теперь полностью осознающим угрозу, которую супергерои и злодеи представляют для человечества. Итак, Фрэнку Каслу приходится охотиться за человеком, который, по его мнению, несёт ответственность за бесчисленные жертвы среди гражданского населения. Тот, кто начал всё это, организовав, чтобы эти оружия массового уничтожения собрались вместе. Ник Фьюри. Поворот в том, что Фрэнка используют, он замечает обман в начале первого акта. С этого момента у нас ситуация „Поезда на Юму“. Фрэнк и Фьюри в бегах от всех, героев и злодеев. Это комбинация „Поезда на Юму“ и „Леона“, но в духе „Другой войны“».

В сентябре 2014 года Энтони и Джо Руссо указали, что Каратель дважды появлялся в эпизодической роли в их полнометражном фильме «Первый мститель: Другая война» (2014) в роли водителя грузовика Penske, который сбивает двух разных агентов «Гидры», выразив заинтересованность в создании короткометражки Marvel One-Shots, сосредоточенной на персонаже. В апреле 2020 года братья Руссо пошутили, что Касл сыграл ещё мельком появился в фильме «Мстители: Финал» (2019) в качестве прохожего на заднем плане сцены, в которого попала скамейка, брошенная Брюсом Бэннером / Халком.

## Концепция и создание

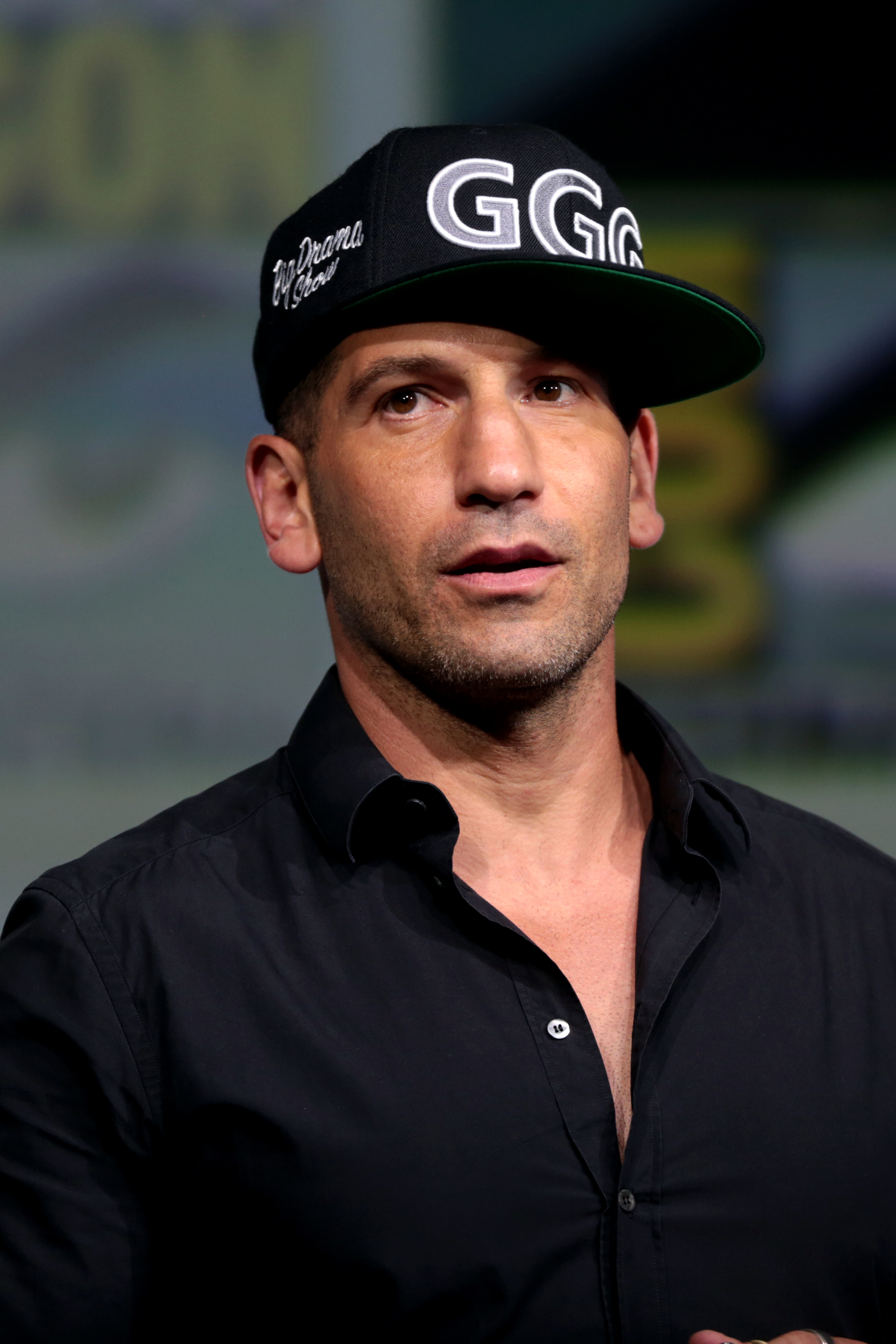
Джон Бернтал исполняет роль Фрэнка Касла в телесериалах Marvel от Netflix.

В октябре 2013 года Marvel и Disney объявили, что Marvel Television и ABC Studios предоставят Netflix игровые сериалы, сосредоточенные вокруг Сорвиголовы, Джессики Джонс, Железного Кулака и Люка Кейджа, что приведёт к мини-сериалу, основанному на Защитниках. В сентябре 2014 года Энтони и Джо Руссо выразили заинтересованность в создании короткометражки Marvel One Shots об этом персонаже, после того как персонаж появился в эпизодической роли в фильме «Первый мститель: Другая война» (2014). В июне 2015 года, Marvel объявила, что Джон Бернтал был выбран на роль Фрэнка Касла / Карателя во втором сезоне «Сорвиголовы». Стивен ДеНайт и сценаристы первого сезона обсуждали введение персонажа в сцене после титров во время финала первого сезона, но не смогли этого сделать из-за того, что Netflix затем начал автоматическое воспроизведение следующего эпизода во время титров текущего. В этой сцене Лиланд Оулсли скорее бы сбежал, чем был убит Уилсоном Фиском, но его всё-таки убил бы Касл, чьё лицо не было бы раскрыто, но была бы показана его знаковая эмблема в виде черепа. ДеНайт чувствовал, что это «было правильное решение. Я думаю, что есть лучший, более органичный способ представить его миру». К январю 2016 года разрабатывался сериал-спин-офф, посвящённый Каслу. Сериал «Каратель» был официально заказан в апреле, а первый сезон был выпущен на Netflix в ноябре 2017 года.
ДеНайт сказал, что эта версия Карателя будет «полностью версией Marvel», поскольку предыдущие изображения не появлялись под баннером Marvel Studios / Marvel Television. Он также чувствовал, что Каратель Бернтала не будет таким «графически жестоким», как в фильме «Каратель: Территория войны».

## Характеризация
Шоураннер второго сезона «Сорвиголовы» Даг Петри заявил, что основное влияние на персонажа оказал Трэвис Бикл из «Таксиста», а также текущие события, сказав: «Взять смертоносное правосудие в свои руки в Америке в 2015 году — это сложное дерьмо. Мы не уклоняемся от богатой и сложной реальности сегодняшнего дня. Если у вас есть пистолет, и вы не из полиции, вы вызовете сильные чувства». Бернтал добавил, что «этот персонаж нашёл отклик у правоохранительных органов и военных… и самое лучшее в нём то, что если он вас оскорбляет, ему просто всё равно». Бернтал изучил все предыдущие изображения Карателя, сказав: «Как только вы впитаете и съедите столько, сколько сможете, мой способ — сделать это как можно более личным». О том, как Касл резонирует с ним, Бернтал сказал: «У него нет грёбаного плаща. У него нет никаких сверхспособностей. Он чертовски замученный, злой отец и муж, который живёт в этом невероятном мире тьмы, потерь и мучений». Бернтал добавил, что в сериале будет «военная составляющая», поскольку Касл «солдат… [Сериал] будет в некоторой степени сосредоточен на этом». Он также заявил, что «персонаж, который был изображён во втором сезоне „Сорвиголовы“, был своего рода рассказом о том, как этот парень стал Карателем, почему он надел жилет». Бернтал отметил, что он «всегда хотел сохранить сущность» Касла, которого Бернтал описал как «жестокого», «повреждённого» и «замученного», исследуя «боль и то, что стоит за насилием и причиной, по которой он совершает насилие», что «совершенно удовлетворяет и вызывает привыкание».
Дрю Годдард считал, что телевидение лучше всего подходит для персонажа, так как сценаристы «способны делать на маленьком экране то, что подходит этому персонажу лучше, чем если бы нам пришлось смягчать его для фильмов». Петри и Марко Рамирес говорили о создании своей версии персонажа после киноверсий, при этом Рамирес сказал: «Даже если вы знаете персонажа, вы никогда не видели его таким. Это было то, чего мы хотели. Есть четыре фильма, восемь часов и четыре актёра. Мы видели этого парня. Мы думаем, что знаем, кто он такой, но даже мы узнали, что он гораздо больше». Петри сказал: «Мы надеемся заставить людей забыть то, что они видели раньше, независимо от того, нравилось им это или нет». Чтобы правильно настроиться на изображение Касла, Бернтал тренировался с военнослужащими, а также проходил обучение владению оружием. Бернтал также «должен был поставить себя в максимально тёмное место», чтобы соединиться с «пустотой внутри» Касла, и изолировать себя, в том числе пройти по Бруклинскому мосту, чтобы попасть на съёмочную площадку, «чтобы избавиться от любого внешнего влияния радости». Розарио Доусон, которая чувствовала, что Мэтт Мёрдок вёл себя как Каратель в первом сезоне «Сорвиголовы», чувствовала, что было бы «действительно интересно посмотреть, как [сценаристы] различают» двух во втором сезоне. Описывая персонажа, Бернтал сказал: «Как человек, который поставил свою [жизнь] на кон и действительно пошёл на величайшую жертву ради этой страны, участвуя в вооружённых силах. Он парень, который принёс войну домой с собой [самым] худшим из возможных способов. Существует множество итераций этого персонажа, и во всех них это человек, который пережил эту невероятную травму, и что интересно в нашем взгляде на него, так это то, как эта травма меняет его собственную философию». Бернтал также рассказал о «суперсилах» персонажа, сказав: «Если я что-то и почерпнул из комиксов, я думаю, что касается суперсил… его суперсила — это его ярость. Его суперсила заключается в том, что он не собирается сдаваться и собирается идти вперёд, несмотря ни на что. И это такое же человеческое и обоснованное качество, как я думаю, каким мог бы обладать этот жанр».

## Другие появления
- Каскадёр Эрик Линден, который работал над «Карателем» в качестве координатора трюков, режиссёра второй команды и дублёра Джона Бернтала[25], снял и сыграл главную роль Карателя в короткометражном фан-фильме 2020 года «Череп: Пробуждение Карателя», снятом совместно с FXitinPost[26].

## Реакция

### Награды
|      | Премия   | Категория                              | Номинант(ы)  | Результат | Прим.         |
| ---- | -------- | -------------------------------------- | ------------ | --------- | ------------- |
| 2018 | «Сатурн» | Лучший актёр на телевидении            | Джон Бернтал | Номинация | [ 27 ] [ 28 ] |
| 2019 | «Сатурн» | Лучший актёр стримингового телевидения | Джон Бернтал | Номинация | [ 29 ]        |